# Johann Christian Kirchmayer

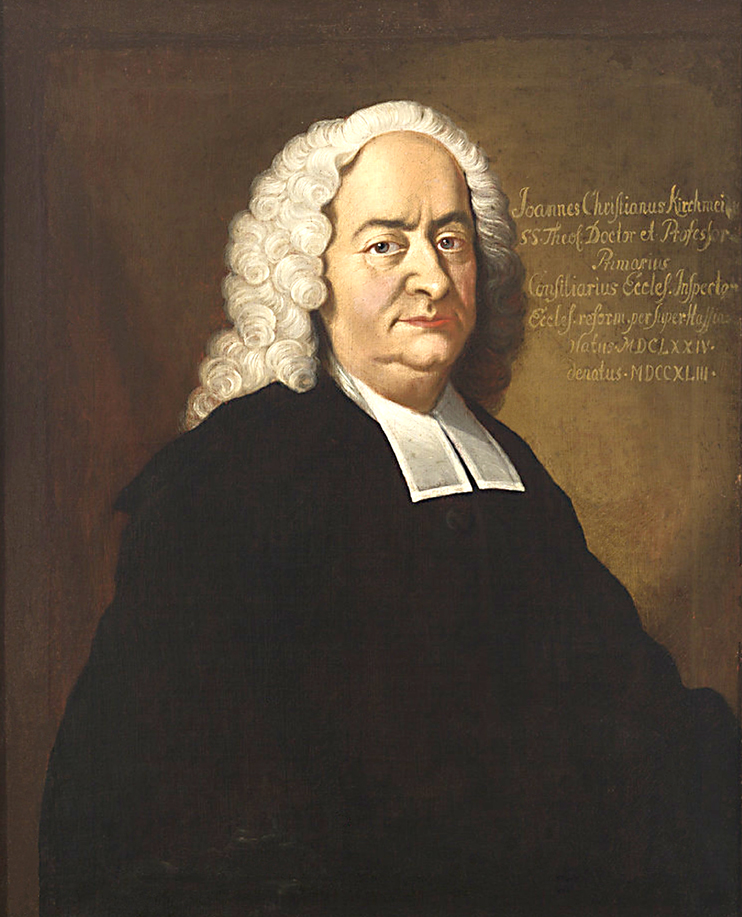
Johann Christian Kirchmeyer

Johann Christian Kirchmayer (auch: Kirchmeyer, Kirchmeier; * 4. September 1674 in Orferode; † 15. März 1743 in Marburg) war ein deutscher protestantischer Theologe und Professor an den Universitäten Heidelberg und Marburg.

## Leben
Der Sohn des gleichnamigen Pfarrers († 1708) der reformierten Gemeinden in Opheroda und Cammerbach und dessen Frau Anna Sibilla geb. Wagner († 1715, Tochter des Rentmeisters in Wetter), hatte seit 1681 die Schule in Allendorf besucht und 1690 ein Studium an der Universität Marburg aufgenommen. Hier studierte er zunächst Philosophie und Mathematik bei Johann Georg Brand (1645–1703) und frequentierte die Vorlesungen von Salomon Berthold in Hebräisch und Metaphysik. Bald verlegte er sich aufs Studium der Theologie; seine Lehrer waren Samuel Andreae (1640–1699) in Kirchengeschichte, Philipp Johann Tilemann (1640–1708), Thomas Gautier (1638–1709) und Johann Laurentius Crollius (1642–1709).
1695 absolvierte er eine Bildungsreise nach Holland, die ihn über Bremen an die Universität Rinteln und an die Universität Franeker führte. Zurückgekehrt nach Marburg, lehnte er 1699 eine Berufung als Pfarrer nach Hamm ab, erwarb zu Ostern 1700 das Lizentiat der Theologie und ging im selben Jahr als Gymnasialprofessor der Philosophie und Theologie an das Gymnasium in Herborn. 1702 promovierte er zum Doktor der Theologie in Marburg, ging 1706 als Professor der Theologie an die Universität Heidelberg und wurde dort Pfarrer an der St. Peterskirche. Nachdem er 1707 eine Berufung als Professor der Theologie an die Universität Franeker abgelehnt hatte, wurde er am 20. Dezember 1708 Rektor der Heidelberger Hochschule.
Weitere Berufungen 1718 als Hofprediger in Nassau-Dillenburg, 1719 als Professor der Theologie an der Universität Utrecht und 1722 nach Herborn lehnte er ab. Stattdessen folgte er 1722 einem Ruf als erster Professor der Theologie an die Universität Marburg, an der sein Cousin Johann Siegmund Kirchmayer bereits Theologie lehrte. Damit verbunden war er Konsistorialrat in Kassel und Marburg. 1723 erhielt er die Inspektion über die reformierte Kirche des Kurfürstentums Hessen. Weitere ehrenvolle Berufungen, 1724 als Theologieprofessor an die Universität Gröningen sowie an die Universität Leiden, lehnte er ab.
Kirchmayer beteiligte sich auch an den organisatorischen Aufgaben der Marburger Hochschule. So war er 1725, 1728, 1731, 1733, 1736, 1739 und 1742 Dekan der theologischen Fakultät sowie 1725, 1727, 1728, 1729 und 1737 Prorektor der Alma Mater. Er verfasste zahlreiche kleinere theologische Schriften, Dissertationen, Programme und Reden dogmatischen, ethischen,  exegetischen und polemischen Inhalts, zusammengefasst in zwei Sammlungen unter dem Titel Selectarum dispp. theol. Manipulus (1725) und Exercitationum academicarum Sylloge (1735).

## Familie
Kirchmayer hatte am 20. Mai 1717 Elisabeth Victoria († 18. September 1755 in Marburg), die Tochter des hessischen Regierungs- und Oberkammerrates Henrich Dehnrothenfelser (Dehn Rothfelser), eine Nachkommin der Schwester von Philipp Melanchthon, geheiratet. Aus der Ehe stammen sieben Töchter und ein Sohn. Zwei Töchter verstarben im Kindesalter. Von den Kindern kennt man:
1. Tochter Anna Elisabeth Henrietta Kirchmayer (* um 1718 in Heidelberg) ⚭ 10. Juli 1738 den Marburger Juristen Bernhard von Hamm
2. Tochter N.N. Kirchmeyer (* um 1719 in Heidelberg; □ 8. Juni 1724 in Marburg)
3. Tochter Catharina Elisabeth Kirchmeyer (* um 1721 in Heidelberg) ⚭ mit dem Amtmann in Frenckenberg Johann Hugo Crause
4. Tochter  Eleonora Amalia Kirchmayer (* um 1723; † 9. April 1774 in Marburg) ⚭ 27. Juli 1741 den Marburger Rat Georg Heinrich Scheffer
5. Tochter Amalia Elisabeth Anne Kirchmeyer (* 20. Oktober 1725 in Marburg; † 18. März 1787 ebenda) ⚭ 10. Oktober 1748 in Marburg mit Heinrich Otto Duysing
6. Tochter Christine Catherine Sybille Kirchmeyer (* 20. Oktober 1725 in Marburg; † 12. Juni 1789 ebenda) ⚭ 2. Juli 1761 in Marburg mit Georg Henrich Ludwig von Borbeck
7. Tochter Margaretha Victoria Kirchmayer (* 27. Juni 1728 in Marburg; † 11. Juni 1784 ebenda) ⚭ 6. Juli 1752 in Marburg mit Reinhold Reinhard von Gehren
8. Sohn Johann Christian Justin Kirchmeyer (* 13. Januar 1730 in Marburg; † 4. Dezember 1760 ebenda), Hofgerichtssekretär